# 1170
1170 (MCLXX) a fost un an al calendarului iulian.

## Evenimente
- 25 februarie: Trupele cnezatului Suzdal sunt respinse de către cele din Novgorod.
- 27 martie: Prin bula Non est dubium, Liga Lombardă a orașelor din Italia de nord încheie o alianță cu papa Alexandru al III-lea.
- 22 aprilie: Împăratul bizantin Manuel I Comnen concesionează negustorilor genovezi cartierul Koparion din Constantinopol; la puțină vreme, cartierul este jefuit de către pisanii și venețienii aflați în capitala bizantină.
- 30 aprilie: Maria de Bearn prestează omagiu de vasalitate la Jaca față de regele Alfonso al II-lea al Aragonului, fapt ce provoacă revolta locuitorilor din Bearn, care proclamă ca senior un conducător local.
- 14 iunie: Henric "cel Tânăr", fiul lui Henric al II-lea, este consacrat la Westminster ca rege al Angliei de către arhiepiscopul de York; Thomas Becket, arhiepiscop de Canterbury și primat al Angliei, căruia îi revenea sarcina încoronării, protestează și îi excomunică pe episcopii participanți la ceremonie, ca și pe Henric al II-lea însuși.
- 21 iunie: Pentru a-și asigura succesiunea, regele Valdemar I al Danemarcei îl proclamă rege pe fiul său, Canut.
- 29 iunie: Un cutremur de pământ are loc în Siria.
- 1 august: În Spania, se creează Ordinul Sfântului Iacob.
- 27 noiembrie: Arhiepiscopul Ioan de Novgorod hotărăște ziua festivă a Novgorodului; începutul cultului Fecioarei în Rusia (Znamenie).
- 28 noiembrie: După asasinarea regelui Owain Gwynedd, Țara Galilor se divide între fiii săi.
- 12-21 decembrie: O parte din trupele lui Saladin care participau la asediul fortărețelor Daroum și Gaza, aflate la frontiera cu Regatul cruciat al Ierusalimului, ocupă portul Ayla, de la Marea Roșie.
- 29 decembrie: Thomas Becket este asasinat în catedrala din Canterbury.

### Nedatate
- Danezii atacă pe păgânii din Estonia.
- Împăratul bizantin Manuel I Comnen reînnoiește privilegiile comerciale pentru negustorii din Pisa și Genova, pentru a contrabalansa influența celor din Veneția.
- O facțiune militară, condusă de generalul Jeong Jung-bu, preia puterea în statul Koryo din Coreea și interzice budismul, după care organizează masacrarea tuturor conducătorilor civili.
- Potrivit estimărilor, capitala statului almohad Fez devine cel mai populat oraș de pe planetă.
- Potrivit legendei, prințul galez Madoc ar fi navigat către America de Nord, unde ar fi întemeiat o colonie.
- Trupele anglo-normande din Irlanda cuceresc Dublin.

## Arte, științe, literatură și filozofie
- Este întemeiată dioceza Vaxjo, în provincia suedeză Smaland.

## Înscăunări
- Al-Mustadhi, calif abbasid de Bagdad (1170-1180).
- Naratheinkha, rege al statului Pagan (Birmania), (1170-1173).

## Nașteri
- 23 aprilie: Isabelle de Hainaut, regină a Franței (d. 1190)
- 28 iunie: Valdemar al II-lea "cel Victorios", rege al Danemarcei (1202-1241), (d. 1241)

### Nedatate
- Leonardo Fibonacci (aka Bonacci), matematician italian din Pisa (d. 1240)
- Constantin al XI-lea Lascaris, împărat bizantin de Niceea (d. 1205)
- Sfântul Dominic (Domenigo de Guzman), fondatorul Ordinului dominican (d. 1221)
- Eustace "Călugărul", pirat francez (d. 1217)
- Gaucelm Faidit, trubadur francez (d. 1202)
- Jacques de Vitry, teolog și istoric francez (d. 1240)
- Lotario Rosario, jurist italian (d. 1216)
- Pietro da Eboli, poet italian (d. 1220)
- Zhao Rugua, scriitor chinez (d. 1226)

## Decese
- 22 ianuarie: Wang Chongyang, filosof chinez daoist și fondator al școlii Quanzhen (n. 1113).
- 21 mai: Godric, compozitor englez (n. ?)
- 18 noiembrie: Albert I de Brandenburg (n.c. 1100).
- 28 noiembrie: Owain Gwynedd, conducător galez (n.c. 1100)
- 20 decembrie: Al-Mustanjid, calif abbasid de Bagdad (n. ?)
- 29 decembrie: Thomas Becket, cancelar al Angliei și arhiepiscop de Canterbury (n.c. 1118).
- Eliezer ben Nathan, poet și scriitor evreu (n. 1090).
- Frederic al V-lea, duce de Suabia (n. 1164).
- Mstislav al II-lea de Kiev (n. ?)
- Narathu, rege al statului Pagan (Birmania), (n. ?)
- Ranieri Botacci, diplomat și om politic italian (n. ?)
- Ruben al II-lea, conducător al Armeniei (n. 1160).